# Elvir Selmanovic
Elvir Selmanovic (* 5. November 1978 in Kappeln) ist ein serbischer Handballtrainer und ehemaliger Handballspieler.

## Karriere
Elvir Selmanovic spielte in der Saison 2003/04 beim Zweitligaaufsteiger HSC Landwehrhagen, nachdem er vorher für den Regionalligisten VfL Bad Schwartau auflief. 2004 wechselte er zum Ligakonkurrenten LTV Wuppertal, und spielte ab 2006 beim aus dem Zusammenschluss des LTV mit der SG Solingen entstandenen Bergischen HC. Seit 2009 stand der 1,89 Meter große Rückraumspieler beim TV Emsdetten unter Vertrag, mit dem er 2013 in die 1. Liga aufstieg. Nach der Saison 2013/14 trennte sich der TVE von Selmanovic. Daraufhin schloss er sich dem Oberligisten Sportfreunde Loxten an. Im Sommer 2017 beendete er seine Spielerkarriere aus gesundheitlichen Gründen und wurde Trainer beim Kreisligisten Spvg Versmold, mit der er in den folgenden 2 Spielzeiten erfolgreich die Klasse hielt. 2022 gab er den Trainerposten ab.